# Hašani (Republika Serbska)
Hašani (cyr. Хашани) – wieś w Bośni i Hercegowinie, w Republice Serbskiej, w gminie Krupa na Uni. W 2013 roku liczyła 206 mieszkańców.